# Theonoe formivora
Theonoe formivora är en spindelart som först beskrevs av Charles Athanase Walckenaer 1842.  Theonoe formivora ingår i släktet Theonoe och familjen klotspindlar.
Artens utbredningsområde är Frankrike. Inga underarter finns listade i Catalogue of Life.